# Nong Khai
Nong Khai, (thai:  หนองคาย) är en provins (changwat) i nordöstra Thailand. Provinsen hade 883 704 invånare år 2000, på en areal av 7 332,3 km². Provinshuvudstaden är Nong Khai city.
Staden ligger vid floden Mekong varifrån det går små motorbåtar över till Tha Deua i Laos.

## Administrativ indelning
Provinsen är indelad i 17 distrikt (amphoe). Distrikten är i sin tur indelade i 115 subdistrikt (tambon) och 1099 byar (muban). 